# OGLE-TR-132 b
OGLE-TR-132 b ist ein Exoplanet, der den Stern OGLE-TR-132 alle 1,69 Tage umkreist. Der Exoplanet wurde von Francois Bouchy et al. im Jahr 2004 mit Hilfe der Transitmethode entdeckt.
Der Planet umkreist seinen Stern in einer Entfernung von ca. 0,03 Astronomischen Einheiten und hat eine Masse von ca. 1,2 Jupitermassen. Sein Radius beträgt Schätzungen zufolge 81.000 Kilometer.